# Riczard Owinnikow
Riczard Siergiejewicz Owinnikow (ros. Ричард Сергеевич Овинников,  ur. 29 grudnia 1930 w Woroneżu, zm. 14 stycznia 2002) – radziecki i rosyjski dyplomata.

## Życiorys
1953 ukończył Moskiewski Państwowy Instytut Stosunków Międzynarodowych, później był w nim aspirantem, od 1958 pracownik Wydziału Organizacji Międzynarodowych Ministerstwa Spraw Zagranicznych ZSRR, 1960-1961 był tłumaczem stałego przedstawiciela ZSRR przy ONZ. 1961-1966 pracował w ONZ m.in. jako I sekretarz stałego przedstawicielstwa ZSRR, 1966-1970 ponownie pracował w Wydziale Organizacji Międzynarodowych MSZ ZSRR, 1970-1977 ponownie w stałym przedstawicielstwie ZSRR przy ONZ, 1977-1980 doradca ministra spraw zagranicznych ZSRR, 1980-1985 zastępca stałego przedstawiciela ZSRR przy ONZ. Od 29 listopada 1985 do 17 lipca 1990 rektor Moskiewskiego Państwowego Instytutu Stosunków Międzynarodowych, od 30 października 1990 do 10 lutego 1992 ambasador nadzwyczajny i pełnomocny ZSRR/Rosji w Kanadzie.